# Ла-Рокбрюсан
Ла-Рокбрюса́н (фр. La Roquebrussanne) — коммуна на юго-востоке Франции в регионе Прованс — Альпы — Лазурный берег, департамент Вар, округ Бриньоль, кантон Гареу.
Площадь коммуны — 37,05 км², население — 2061 человек (2006) с выраженной тенденцией к росту: 2513 человек (2012), плотность населения — 68,0 чел/км².

## Население
Население коммуны в 2011 году составляло — 2499 человек, а в 2012 году — 2513 человек.
| 1962 | 1968 | 1975 | 1982 | 1990 | 1999 | 2004 | 2006 | 2009 | 2011 | 2012 |
| ---- | ---- | ---- | ---- | ---- | ---- | ---- | ---- | ---- | ---- | ---- |
| 638  | 710  | 662  | 809  | 1235 | 1672 | 1973 | 2061 | 2324 | 2499 | 2513 |

Динамика населения:

## Экономика
В 2010 году из 1444 человек трудоспособного возраста (от 15 до 64 лет) 1033 были экономически активными, 411 — неактивными (показатель активности 71,5 %, в 1999 году — 65,0 %). Из 1033 активных трудоспособных жителей работали 899 человек (492 мужчины и 407 женщин), 134 числились безработными (70 мужчин и 64 женщины). Среди 411 трудоспособных неактивных граждан 110 были учениками либо студентами, 148 — пенсионерами, а ещё 153 — были неактивны в силу других причин.
На протяжении 2010 года в коммуне числилось 966 облагаемых налогом домохозяйств, в которых проживало 2472,5 человека. При этом медиана доходов составила 18 тысяч 295 евро на одного налогоплательщика.